# Wilhelmine Luise Elisabeth von Schlieben
Wilhelmine Louise Elisabeth von Schlieben (* 13. Dezember 1765 in Briesen; † 9. Juli 1852 in Golßen) war eine deutsche Lyrikerin, die auch unter dem Pseudonym Wilhelmine von Saxx einige ihrer Gedichte veröffentlichte.

## Leben und Wirken
Wilhelmine Louise Elisabeth von Schlieben entstammte einem uralten Lausitzer Adelsgeschlecht und war das vierte und jüngste Kind von Hans Ernst von Schlieben und dessen Ehefrau, eine geborene von Bredow-Friesak. Sie wuchs wohlbehütet und in gutsituierten Verhältnissen auf. Schon ihm Alter von acht Jahren verfasste sie ihre ersten Gedichte. Ihr dichterisches Vorbild war Anna Louise Karschin. Genannter schickte Elisabeth von Schlieben ihr erstes längeres Gedicht mit dem Titel Sachsens Mitgefühl beym Grabe des großem Friedrichs. Die bekannte Dichterin befand dieses so gut, dass sie es nach einigen Nachbesserungen veröffentlichen ließ. Zwischen den beiden Frauen entwickelte sich ein reger briefliche Austausch.
1817 verkaufte die Adelige das Gut Briesen, behielt sich aber lebenslanges Wohnrecht vor. Mit dem erworbenen Vermögen legte Elisabeth von Schlieben eine Stiftung an, aus deren Mitteln u. a. 1822 die Freischule in Briesen errichtet wurde.
Neben der Veröffentlichung von Gedichten publizierte Elisabeth von Schlieben mehrere geistliche Schriften.
Heute erinnert in ihrem Geburtsort eine Straße an die Lyrikerin und eine Grundschule trägt ihren Namen.

## Werke
- Sachsens Mitgefühl beym Grabe des großen Friedrichs. Leipzig 1786
- Gedichte. Leipzig 1795
- Mitfeier denkwürdiger Begebenheiten in den Jahren 1813 bis 1816. Ein Versuch in Predigten. Leipzig 1817